# I'm Not Gonna Teach Your Boyfriend How to Dance with You
«I'm Not Gonna Teach Your Boyfriend How to Dance with You» es el sencillo debut de la banda norteamericana de rock indie, Black Kids, que fue lanzado el 7 de abril de 2008 por Almost Gold Recordings en el Reino Unido, y el 27 de mayo de 2008 por Columbia Records en EE. UU.. Pertenece al álbum debut de la banda Partie Traumatic. Llegó hasta el puesto #11 en el UK Singles Chart. Una versión demo del sencillo aparece en el EP Wizzard of Ahhhs, que fue lanzado en 2007. Forma parte de la banda sonora del videojuego "FIFA 09", la popular saga futbolística de EA Sports. 
La canción fue la banda sonora de cine para la película Jennifer's Body.

## Lista de canciones

### 7" single (vinilo rosado)
1. I'm Not Gonna Teach Your Boyfriend How to Dance with You – 3:39
2. Damn I Wish I Was Your Lover (Sophie B. Hawkins) – 2:26

### 12" single (vinilo blanco)
1. I'm Not Gonna Teach Your Boyfriend How to Dance with You – 3:39
2. I'm Not Gonna Teach Your Boyfriend How to Dance with You (The Twelves Remix) – 3:46
3. I'm Not Gonna Teach Your Boyfriend How to Dance with You (The Twelves Remix - Dub Version) – 3:46

### CD sencillo
1. I'm Not Gonna Teach Your Boyfriend How to Dance with You – 3:39
2. You Turn Me on (Beat Happening) – 2:50
3. Damn I Wish I Was Your Lover (Hawkins) – 2:26

## Vídeo musical
El videoclip de I’m Not Gonna Teach Your Boyfriend How to Dance with You fue filmado en Londres en febrero de 2008, y fue dirigido por Chris Boyle.

## Personal
- Owen Holmes – Bajo
- Kevin Snow – Batería
- Dawn Watley – Teclado y voces
- Ali Youngblood – Teclado y voces
- Reggie Youngblood – Guitarra y voces

## Posicionamiento

### Semanal
| Gráfica (2008)                              | Pico de posición |
| ------------------------------------------- | ---------------- |
| Bélgica (Flandes) (Ultratip Bubbling Under) | 10               |
| Escocia (Scottish Singles Sales Chart)      | 11               |
| Reino Unido (UK Singles Chart)              | 11               |